# Żytno
Żytno è un comune rurale polacco del distretto di Radomsko, nel voivodato di Łódź.
Ricopre una superficie di 197,54 km² e nel 2004 contava 5 814 abitanti.